# لويس آدم
لويس آدم (بالفرنسية: Louis Adam)‏ هو ملحن وعازف بيانو فرنسي، ولد في 3 ديسمبر 1758 في موتيرشولتز في فرنسا، وتوفي في 8 أبريل 1848 في باريس في فرنسا.

## وصلات خارجية
- لويس آدم على موقع ميوزك برينز (الإنجليزية)
- لويس آدم على موقع ديسكوغز (الإنجليزية)